# Badabum Cha Cha
Badabum Cha Cha è un singolo del rapper italiano Marracash, il primo estratto dal primo album in studio Marracash e pubblicato il 18 aprile 2008.
Spinto anche dalla massiccia programmazione radiofonica di alcune emittenti nazionali, il 15 maggio il brano è entrato nella top 20 dei singoli più scaricati in Italia al quattordicesimo posto, riuscendo in seguito a giungere fino alla nona posizione. Il brano è stato certificato disco di platino in Italia, risultando al 2013 il brano di maggior successo del rapper.

## Video musicale
Dopo essere stato presentato ufficialmente sul Myspace dell'artista, il video prodotto per Badabum Cha Cha è entrato nella rotazione di MTV dal 21 aprile 2008.
Nel video della canzone, girato nel quartiere milanese della Barona nel marzo 2008, appare anche J-Ax, oltre alla quasi totalità della Dogo Gang.

### Altre versioni
Ad inizio luglio è apparso sul popolare sito di video-sharing YouTube una parodia del brano intitolata Badabum Qua Qua realizzata dal rapper P.Yo e mandata in onda per un mese intero nella classifica di Ciao Belli su Radio Deejay. Il brano si pone come un ironico mashup fra Badabum Cha Cha e Il ballo del qua qua di Romina Power.
Il 24 novembre 2008, alle Hilfiger Sessions organizzate da Tommy Hilfiger svoltesi a Milano, Marracash si è esibito accompagnato dai Casino Royale in una versione nu metal di questa canzone.
Il singolo è stato anche remixato dal DJ torinese Gabry Ponte.

## Classifiche
| Classifica (2008) | Posizione massima |
| ----------------- | ----------------- |
| Italia            | 9                 |